# Dodão
Dodão (em latim: Dodo) ou Cúculo (em latim: Cuculus) foi clérigo no século VIII. Era pupilo de Alcuíno que cita-o como muito famoso, mas que foi varrido nas torrentes da luxuria. Seu mestre, em sua carta 65, pediu para que desistisse de seu modo de vida e seguisse um vida moral. Na epístola 226, é aludido que recebeu presentes de Alcuíno e na epístola 233, seu mestre pede para que encoraje o arcebispo Embaldo II dado seus problemas e anuncia sua aposentadoria.